# Даніела Гунґер
Даніела Гунґер (нім. Daniela Hunger, 20 березня 1972) — німецька плавчиня.
Олімпійська чемпіонка 1988 року, призерка 1992 року.
Призерка Чемпіонату світу з водних видів спорту 1991, 1994 років.
Чемпіонка Європи з водних видів спорту 1989, 1991, 1993, 1995 років, призерка 1987 року.
Чемпіонка Європи з плавання на короткій воді 1991, 1992, 1994 років.